# Takafumi Nishitani
Takafumi Nishitani (jap. (西谷 岳文) (Tadaoka, Osaka, Japan, 17. siječnja 1979.) je bivši japanski brzi klizač na kratkim stazama. Na ZOI u Naganu 1998. osvojio je zlato u utrci na 500 m. Također, pobjednik je dvije Univerzijade (500 m i štafeta na 5000 m).

## Olimpijske igre

### OI 1998. Nagano
| Nagano 1998. Finale - 500 m | Nagano 1998. Finale - 500 m | Nagano 1998. Finale - 500 m |
| RANG                        | Natjecatelj                 | Vrijeme                     |
| --------------------------- | --------------------------- | --------------------------- |
|                             | Takafumi Nishitani          | 42,862                      |
|                             | An Yulong                   | 43,022                      |
|                             | Hitoshi Uematsu             | 43,713                      |

## Vanjske poveznice
- Database Olympics.com